# Maurice Séveno
Maurice Séveno, né le 6 juin 1925 à Cherbourg dans la Manche et mort le 29 mai 2018 à Saint-Arnoult dans le Calvados,, est un journaliste français.

## Biographie
Maurice Séveno fait partie de l'équipe du premier journal télévisé en 1949.
Il présente le journal télévisé Actualités télévisées, puis Télé-Soir d'avril 1963 à juin 1968 sur la Première chaîne de la RTF puis de l'ORTF. Gréviste en Mai 68, il est licencié et interdit d'antenne. Il fonde alors l'Union des journalistes de télévision, qui regroupe les 70 journalistes licenciés de l'ORTF et commande un sondage à l'IFOP pour mesurer la désaffection des Français envers l'ORTF.
Maurice Séveno ne retrouve la télévision qu'avec le retour de la gauche au pouvoir, en mai 1981. Il présente alors le journal Soir 3 et prend la direction de l'information de FR3 de 1981 à 1984.
Il est proche de François Mitterrand et adhérent du Parti socialiste. Il est conseiller municipal (PS) de Trouville-sur-Mer, chef de file de l'opposition, de 1989 à 2001.
Il apparaît dans plusieurs films de cinéma, notamment La Nuit américaine (1973).
Ses cendres sont dispersées dans le cimetière de Trouville-sur-Mer.

## Ouvrages
- La Vie traversée, éditions La Table ronde, 1968
- Télé, mon aventure, éditions La Table ronde, 1969
- Le Scandale de la santé en France, éditions La Table Ronde, 1971
- Guide de la pollution, éditions du Palais-Royal, 1972
- L'État de grâce, Les premiers jours de Mitterrand, éditions Stock, 1981
- Le Sens du galop (avec Luc Méaille et Patricia Méaille), éd. Au fond du jardin, 2003
- Ségolène à la plage, éditions Coprah, 2006

## Distinction
Maurice Séveno est chevalier de la Légion d'honneur. Sa décoration lui est remise par François Mitterrand à l'Élysée à Paris le 28 novembre 1991.